# Хван Кым Сук
Хван Кым Сук (кор. 황금숙; род. 13 декабря 1965) — южнокорейская хоккеистка на траве, полевой игрок. Серебряный призёр летних Олимпийских игр 1988 года, чемпион летних Азиатских игр 1986 года, серебряный призёр летних Азиатских игр 1982 года.

## Биография
Хван Кым Сук родилась 13 декабря 1965 года в южнокорейском городе Кимдже.
Окончила среднюю школу для девочек Кимдже и Корейский национальный спортивный институт.
В составе женской сборной Южной Кореи по хоккею на траве завоевала две медали летних Азиатских игр — серебро в 1982 году в Нью-Дели и золото в 1986 году в Сеуле.
В 1988 году вошла в состав женской сборной Южной Кореи по хоккею на траве на летних Олимпийских играх в Сеуле и завоевала серебряную медаль. Играла в поле, провела 5 матчей, мячей не забивала.